# Jacob van Hall

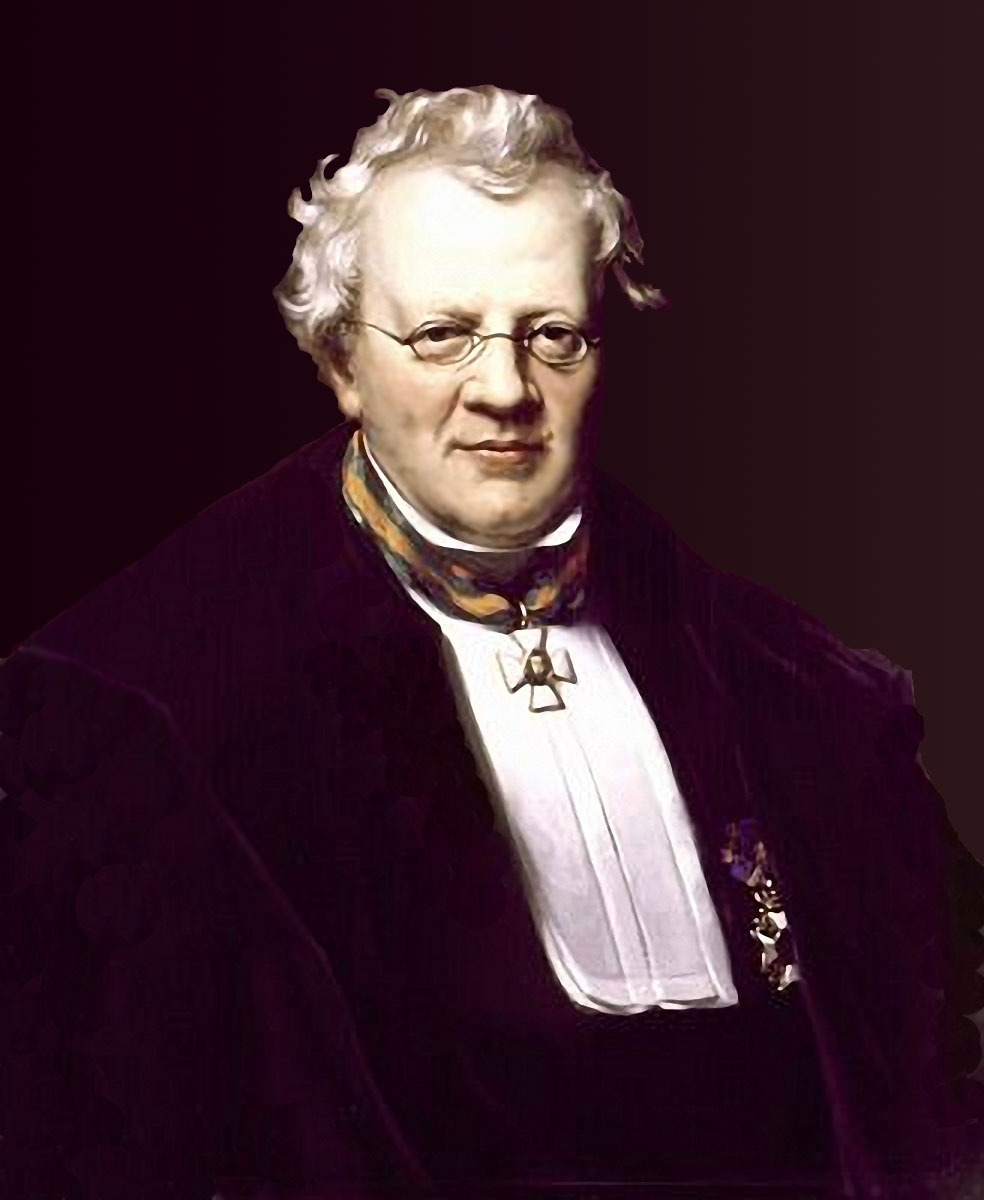
Jacob van Hall

Jacob van Hall (* 14. April 1799 in Amsterdam; † 19. März 1859 in Utrecht) war ein niederländischer Rechtswissenschaftler.

## Leben
Der Sohn von Maurits Cornelis van Hall und Elisabeth Christina Klinkhamer hatte 1816 das Athenaeum in seiner Geburtsstadt besucht. Hier waren Hermann van Bosscha (1755–1819), David Jacob van Lennep (1774–1853) und Johannes Pieter van Cappelle  (1783–1829) seine ersten Lehrer, die seine akademischen Grundlagen entwickelten. Später unterrichteten ihn in den Rechtswissenschaften Hendrik Constantijn Cras (1739–1820), Jacobus Henricus van Reenen (1783–1845) und Cornelis Anne den Tex (1795–1854). Als Kandidat des Rechts zog er am 3. Mai 1820 an die Universität Utrecht und erwarb dort 1820 mit der Dissertation de Tragoedia apud Graecos den akademischen Grad eines Doktors der Philosophie.
Dort beantwortete er eine Preisfrage über das Geständnis in Strafsachen, erhielt dafür eine Auszeichnung in Gold und veröffentlichte diese Schrift unter dem Titel Commentatio de origine et progressu quaestionis per tormenta, de pondere confessionis et condemnatione ex sola rei convictione (Utrecht 1822). So hatte er erstmals auf sich aufmerksam gemacht. Nachdem er unter seinem Lehrer van Reenen am 13. November 1822 den ersten Teil seiner Dissertation historico-juridica de magistro navis verteidigt hatte, wurde er am 19. November in Utrecht mit dem zweiten Teil dieser Dissertation zum Doktor beider Rechte promoviert.
Danach wurde er als Rechtsanwalt in Den Haag tätig und wurde 1823, als Nachfolger van Reenens, zum Professor des Zivilrechts am Athenaeum in Amsterdam berufen. Am 12. April 1824 hatte er das Amt mit einer Oratio die Meritis Belgarum in excolendo historisch juris Romani Studio (Amsterdam 1824) angetreten und setzte seine historischen und juristischen Studien dort fort. Während jener Zeit hatte er zudem einige Veröffentlichungen gemacht, die schwerpunktmäßig auf dem Gebiet des Wirtschaftsrechts und der römischen Rechtsgeschichte lagen. Vor allem mit C. A. van Tex hatte er das erste große Magazin des Niederländischen Zivilrechts herausgegeben.
Das Magazin hatte einen großen Einfluss auf die juristischen Abteilungen in der ersten Hälfte des 19. Jahrhunderts. 1848 wurde er als Professor des niederländischen Zivilrechts an die Universität Utrecht berufen, welche Stelle er am 15. September 1848 mit einer Oratio de tuenda colendaque, his potissimum temporibus et in patria qua vivimus, jurisprudentia (Amsterdam 1848) antrat. Hier hatte er sich auch an den organisatorischen Aufgaben der Hochschule beteiligt und war 1855/56 Rektor der Alma Mater. Später wurde er Vorsitzender der Abteilung Literatur an der Königlich-Niederländischen Akademie der Wissenschaften. Er war Ritter des Ordens vom Niederländischen Löwen und Kommandeur der Eichenkrone.
Hall war zwei Mal verheiratet. Seine erste Ehe schloss er mit Susanna Gerardina Vrolik und in zweiter Ehe heiratete er 1832 Maria Theresia Marcella.

## Werke
- Bijdragen tot Regtsgeleerdheid en Wetgeving. Amsterdam 1826–1838, 13 Bände in 52 Teilen (mit C.A. den Tex)
- Nederlandsche Jaarboeken voor Regtsgeleerdheid en Wetgeving. Amsterdam 1839–1843, 5 Bde. in 21. Teilen (mit C.A. den Tex)
- Nieuwe Bijdragen voor Regtsgeleerdheid en Wetgeving. Amsterdam 1851 (mit C.A. den Tex)
- Regtsgeleerd Bijblad, behoorende tot de Nederlandsche jaarboeken. Amsterdam 1839–1843, 5. Bde. (mit C.A. den Tex)
- Bijblad behoorende tot de nieuwe bijdragen. Amsterdam 1851, (mit C.A. den Tex)
- Aanmerkingen op het ontwerp van het Wetboek van Strafvordering. Amsterdam 1829, (mit C.A. den Tex)
- Redevoering gehouden ter feestviering van het vijf en twintig jarig bestaan van het Koninklijk Nederlandsch Instituut op 27 Augustus 1833. Amsterdam 1833
- Handleiding tot de beoefening van het Burgerlijk Regt. Amsterdam 1851–1852, 2. Teile